# Ladislav Doseděl
Ladislav Doseděl (* 11. února 1971, Chomutov) je bývalý český fotbalista. Po skončení aktivní kariéry působí jako trenér.

## Fotbalová kariéra
Dosedělova kariéra je co se týče klubů velice bohatá. V mládí začínál ve Spartaku Ústí nad Labem, odkud se přesunul do nedalekých Teplic, kde v žácích slavil titul mistra republiky. Na vojně hrál hned za dva kluby. Nejprve byl v Chebu a poté ve Znojmě, odkud si na půlroku odskočil do Brna, aby se poté vrátil do Teplic. Po chvilkové odbočce do Chomutova přišlo nejlepší období jeho kariéry, když po přesunu do Pardubic začal hrát 2.nejvyšší soutěž, kde si ho poté vyhlédla Dukla Praha, se kterou slavil postup. Poté přišel přesun do Hradce Králové, kde odehrál své dva jediné zápasy v nejvyšší soutěži. Poté se přes Letohrad dostal do Kolína, kde strávil největší část své kariéry. Přestože o něj měli zájem prvoligové kluby jako Bohemians Praha, nebo Slezský FC Opava, tak už se v lize nikdy neobjevil. Po několika letech Kolín definitivně opustil a přestoupil do ex-ligového Benešova, z kterého však dvakrát hostoval v blízkosti svého bydliště, konkrétně v Převýšově a v Chlumci nad Cidlinou. Následně se na dva roky objevil jako hrající trenér ve Dvoře Králové, odkud si to namířil do Nového Bydžova. V Bydžově však toho moc neodehrál a byl hned na třech hostováních (dvakrát SS Ostrá a jednou FK Chlumec nad Cidlinou). Poté se přesunul do nižších soutěží, konkrétně do Nepolis, kde klubu pomáhal v I.A a I.B třídě, než se po dvou letech přesunul do Klamoše, kde se stal jednou z největších opor týmu hrajícího III.třídu. V Klamoši však nakonec nezůstal a na podzim roku 2021 se přesunul jako hrající trenér do Sokola Újezd, hrajícího Okresní přebor na Pardubicku.
| Ročník                               | Zápasy | Góly | Klub              |
| ------------------------------------ | ------ | ---- | ----------------- |
|                                      |        |      |                   |
| Česká národní fotbalová liga 1988/89 | 1      | 0    | SU Teplice        |
| 2. česká fotbalová liga 1994/95      | -      | 3    | SK Pardubice      |
| 2. česká fotbalová liga 1996/97      | 9      | 1    | SK Pardubice      |
| 2. česká fotbalová liga 1996/97      | 9      | 1    | FC Dukla          |
| 1. česká fotbalová liga 1996/97      | 2      | 0    | SK Hradec Králové |
| 2. česká fotbalová liga 2001/02      | 28     | 1    | FK Mogul Kolín    |
| CELKEM 1. liga                       | 2      | 0    |                   |